# Matthiola
Matthiola là chi thực vật có hoa trong họ Cải.